# Ladislav Beneš
Ladislav Beneš, född den 9 juli 1943 i Zlín, Tjeckien, är en tjeckoslovakisk handbollsspelare.
Han tog OS-silver i herrarnas turnering i samband med de olympiska handbollstävlingarna 1972 i München.